# Nordaustlandet
Nordaustlandet là hòn đảo lớn thứ hai trong quần đảo Svalbard, Na Uy, với diện tích 14.443 km vuông.Đảo nằm phía đông bắc của Spitsbergen, cách nhau bởi Hinlopenstretet. Phần lớn của Nordaustlandet nằm dưới các mũ băng lớn, chủ yếu là Austfonna và Vestfonna, các khu vực còn lại của phía Bắc là lãnh nguyên nơi sinh sống của tuần lộc và hải mã. Hòn đảo này là không có người ở và nằm hoàn toàn bên trong bảo tồn thiên nhiên Nordaust-Svalbard.